# حقل هيغز

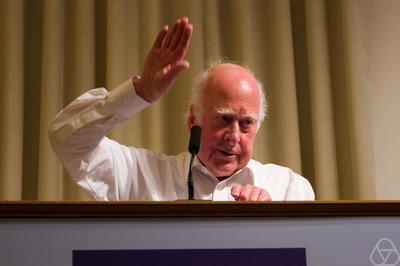
صورة للعالم صاحب النظرية

"حقل هيغز" (سمي على اسم أحد الفيزيائيين الذين ساهموا في نظريته، بيتر هيغز)، أو الاسم الكامل "حقل بروت-إنغلرت-هيغز-هاجن-جوراليك-كيبل" (حقل BEHHGK)، هو "حقل قياسي" ضروري لـ "النموذج القياسي" لتفسير "كسر التناظر" الذي يتجلى في مدى التأثير اللانهائي للقوة الكهرومغناطيسية والمدى المحدود جداً للقوة الضعيفة.  يمكن تشبيه حقل هيغز بشبكة كثيفة تغطي الكون بأكمله. عندما تتحرك الجسيمات خلال هذه الشبكة، فإنها تتفاعل معها، وهذا التفاعل هو ما يمنح الجسيمات كتلتها. كلما كان تفاعل الجسيم مع الشبكة أقوى، كانت كتلته أكبر.

## أصل الحقل
حقل هيجز هو حقل من الطاقة غير المرئية يُعتقد أنه موجود في كل مكان في الكون. يترافق هذا الحقل دائمًا مع بوزونات هيجز، وهي جُسيمات تستخدم هذا الحقل للتفاعل المستمر مع الجسيمات الأخرى. ونتيجة لمرور هذه الجسيمات عبر هذا الحقل، تكتسب كتلة إضافية وتنخفض سرعتها.
ومع ذلك، فإن الكتلة المكتسبة لا تُولَّد من خلال الحقل نفسه، لأن هذا سيتعارض مع قوانين حفظ المادة، بل تُنقل الكتلة إلى الجسيمات عبر حقل هيجز الذي يحتوي على الكتل النسبية في صورة طاقة مرتبطة به. بشكل عام، لا يختلف حقل هيجز كثيرًا عن الحقلات المغناطيسية الأخرى التي تتخلل الكون.
تُشير الفيزياء إلى أن البوزونات القياسية تمتص كتلة معينة من نوع آخر من البوزونات يُسمى بوزونات نامبو-جولدستون، والتي تنتج عن عملية تُسمى كسر التناظر التلقائي. في هذه العملية، يتم كسر التناظر لمستوى فراغي معين، مما يؤدي إلى تكوين جسيمات الذرة من بروتونات ونيوترونات وإلكترونات.
قد تكون هذه المفاهيم صعبة الفهم للبعض، لكن الهدف هو توضيح أن هناك عملية اكتساب للكتلة تتم من خلال جسيمات دقيقة للغاية، وأن هذه العملية لا تحدث إلا عبر عبور هذه الجسيمات خلال حقل هيجز. بدون حقل هيجز، ستكون جميع البوزونات عديمة الكتلة وغير قادرة على منح كتل جديدة لبقية الجسيمات أو توليد جسيمات جديدة.

## تاريخ
حيث قدمت تفسيراً لأصل كتلة الجسيمات الأولية. هذه النظرية، التي اقترحها عدد من الفيزيائيين في الستينيات من القرن الماضي، أثارت جدلاً واسعاً في الأوساط العلمية، واستغرقت عقوداً حتى تم تأكيدها تجريبياً. قبل ظهور نظرية هيغز، كان العلماء يحاولون فهم سبب اختلاف كتلة الجسيمات الأولية. بعض الجسيمات، مثل الفوتون، ليس لها كتلة، بينما تحمل جسيمات أخرى، مثل البروتون، كتلة كبيرة. كانت هذه المسألة تمثل لغزاً كبيراً في الفيزياء.
المعضلة الكبرى في علم الفيزياء تتجلى في محاولة العلماء التوفيق بين نظريتي ميكانيكا الكم والنسبية العامة لأينشتاين. حتى نهاية العشرينيات من القرن الماضي، كانت نظرية النسبية العامة لأينشتاين قد انتشرت بشكل واسع بعد أن قدمت تفسيرًا مقبولًا لدى العلماء لفهم ما يحدث على مستوى الكون الكبير أو الفضاء الخارجي، حيث وصفت كيفية تحكم قوة الجاذبية في حركة الأجرام السماوية.
في بداية الثلاثينيات، بدأت ميكانيكا الكم في العمل على مستوى الكون الصغير، أو المستوى الذري، لفك أسرار الذرة ومكوناتها. وقدمت هذه النظرية وصفًا دقيقًا لعمل كل القوى الطبيعية في العالم المجهري، باستثناء قوة الجاذبية. ورغم أن نظرية النسبية العامة قدّمت تفسيرًا لكيفية عمل الجاذبية بالنسبة للأجرام السماوية، إلا أن ميكانيكا الكم لم تتمكن من تقديم فهم مناسب لكيفية عمل الجاذبية على مستوى الذرات والجزيئات دون الذرية.
على مدار عقود، باءت جميع محاولات وصف الجاذبية بنفس طريقة القوى الأخرى بلغة الكم بالفشل. ونتيجة لذلك، تتكامل النظريتان كلٌّ على حدة، ولكن الجمع بينهما يؤدي إلى نتائج كارثية في فهم الكون من أصغر الأجزاء إلى أكبرها، إذ عند دمج النظريتين، تتعارضان بحيث لا يمكن أن تكون كلتاهما صحيحة في الوقت نفسه.
وطبقًا لهاتين النظريتين، هناك احتمالان: إما أن يكون حقل هيجز مطفأً، وبالتالي تكون قيمته صفر، ما يعني عدم قدرته على منح الجسيمات والجزيئات كتلة إضافية، وبالتالي عدم تكوّن أي أجسام جديدة في الكون، مثل النجوم أو الكواكب أو المجرات. والاحتمال الثاني هو أن يكون حقل هيجز فعالًا بشكل كامل، وبالتالي تكون قيمته ضخمة للغاية. المذهل هنا هو أن كلا الاحتمالين لم يكن صحيحًا.
في الستينيات، اقترح عدد من الفيزيائيين، من بينهم بيتر هيغز، فكرة وجود حقل غير مرئي يملأ الكون يسمى "حقل هيغز". هذا الحقل، وفقاً للنظرية، يتفاعل مع الجسيمات الأولية، مما يمنحها كتلتها. كلما كان تفاعل الجسيم مع حقل هيغز أقوى، كانت كتلته أكبر.
لتأكيد نظرية هيغز، كان العلماء بحاجة إلى إيجاد جسيم مرتبط بهذا الحقل، وهو ما يسمى "بوزون هيغز". بعد عقود من البحث، تمكن العلماء في المنظمة الأوروبية للأبحاث النووية (سيرن) من اكتشاف هذا الجسيم في عام 2012، باستخدام مصادم الهادرونات الكبير (LHC)

## أهمية هذا الاكتشاف
ما توصل له العلماء هو أن حقل هيجز فعال، لكن بقيمة متناهية الصغر، تكاد أن تكون صفرًا. ويوضح عالم فيزياء الجسيمات في المنظمة الأوروبية للأبحاث (سيرن)، هاري كليف، أن قيمة حقل هيجز أصغر بمقدار 10 آلاف تريليون مرة من قيمته المفترضة إذا ما كان الحقل فعالًا بشكل كامل.هذا الرقم على الرغم من أنه أحد أصغر الأرقام في علم الفيزياء كلها إلا أنه رقم في منتهى الأهمية والخطورة. فلو نقص الرقم لما كانت هناك أي أجسام جديدة تتكون، ولو زاد الرقم لتحولت كل الجسيمات الأولية إلى أجسام كبيرة
- تأكيد النموذج القياسي: أكد اكتشاف بوزون هيغز صحة النموذج القياسي للفيزياء الجسيمية، وهو النظرية التي تصف الجسيمات الأساسية والقوى التي تحكم تفاعلاتها.
- فهم أصل الكتلة: قدم هذا الاكتشاف تفسيراً مقنعاً لأصل كتلة المادة، وهو سؤال أساسي في الفيزياء.
- فتح آفاق جديدة: فتح اكتشاف بوزون هيغز آفاقاً جديدة للبحث في مجال الفيزياء، وخاصة في مجال الفيزياء ما بعد النموذج القياسي.

## إقرأأيضا
- بوزون هيغز
- جسيم أولي
- بوزون
- تجربة أليس
- تجربة أطلس
- انفجار عظيم
- قوى أساسية
- خط زمني للانفجار العظيم